# Jean Leemput
Jean Leemput, né le 1er juin 1914, à Bruay-la-Buissière et mort le 7 juillet 2016 à Précy-sur-Oise, est un nageur et centenaire français, connu pour l'obtention de records à plus de 100 ans.

## Biographie
Il nage depuis l'âge de 10 ans. Dans les années 30, Jean Leemput est maître-nageur à la police parisienne. Il forme les jeunes recrues à la natation pendant plus de 30 ans. Il participe à des compétitions de natation depuis plus de 70 ans. Il a notamment nagé au côté de Johnny Weissmuller. Après un accident domestique en 2013, il quitte son domicile pour s'installer en maison de retraite à Précy-sur-Oise (Oise) avec sa femme.
Il a pour habitude de s'entraîner trois fois par semaine. À la suite de son accident de 2013, il ne s'entraîne plus qu'une fois par semaine

## Records et performances
Jean Leemput est détenteur de vingt records de France et des records d'Europe des 50 et 100 m dos, tous réalisés après 80 ans et principalement alors qu'il est licencié à l'AAS Sarcelles natation 95.

### Records de France C13 (85-89 ans)
Le 4 août 2000 à Munich,  il établit le record de France du 200 m dos en 4 min 33 s 56 à l'âge de 86 ans. 
Le 29 août 2002 à Metz, il établit le record de France du 100 m dos en 2 min 11 s 06. 

### Record de France C14 (90-94 ans)
Le 1er mai 2004 à Sarcelles, il établit le record de France du 100 m nage libre en 2 min 9 s 92.

### Records de France C15 (95-99 ans)
Jean Leemput est détenteur de 5 records de france en catégorie C15 :
- 50 m nage libre: réalisé le 8 mai 2009 en 1 min 20 s 84.
- 100 m nage libre: réalisé le 30 avril 2011 en 3 min 7 s 10.
- 50 m dos: réalisé le 8 mai 2009 en 1 min 10 s 49.
- 100 m dos: réalisé le 30 avril 2011 en 2 min 54 s 25.
- 200 m dos: réalisé le 30 avril 2011 en 6 min 0 s 99.

Tous ces records sont réalisés lors du Meeting National du Muguet des Maîtres à Sarcelles.

### Records de France C16 (100 ans et plus)
Le 16 février 2014, lors du championnat de Picardie de natation à Nogent-sur-Oise, il établit le record de France du 50 m dos (catégorie C16) en 1 min 29 s 54. Il s'agit également du record du monde. Le 4 mai 2014, il améliore son record lors du 12e Meeting National du Muguet des Maîtres à Sarcelles. Son temps est de 1 min 29 s 13.
Pour la 13e édition de ce même meeting, il établit le 3 mai 2015 à l'âge de 100 ans, le record de France du 50 m nage libre en 1 min 47 s 82.
Il est licencié à l'amicale Creil natation lors de l'établissement de ces records. Il est alors entraîné par Philippe Fort.
Il est le premier Français à établir un record dans cette catégorie.

### Distinction
Il est classé dans le top 12 World Masters Swimmers of the Year par le magazine américain Swimming World pour l'année 2014.